# 通陽県
通陽県（つうよう-けん）は満州国吉林省に存在した県。

## 地理
現在の長春市双陽区及び伊通満族自治県に相当する。

## 歴史
1941年1月1日、伊通県と双陽県が合併し通陽県が設置される。
1945年8月、満州国の崩壊に伴い消滅。
| 前の行政区画 伊通県 双陽県 | 吉林省の歴史的地名 1941年 - 1945年 | 次の行政区画 伊通県 双陽県 |